# 琴平駅
琴平駅（ことひらえき）は、香川県仲多度郡琴平町榎井にある、四国旅客鉄道（JR四国）土讃線の駅である。駅番号はD15。駅表示パネルのコメントは「こんぴらさんの駅」。

## 歴史

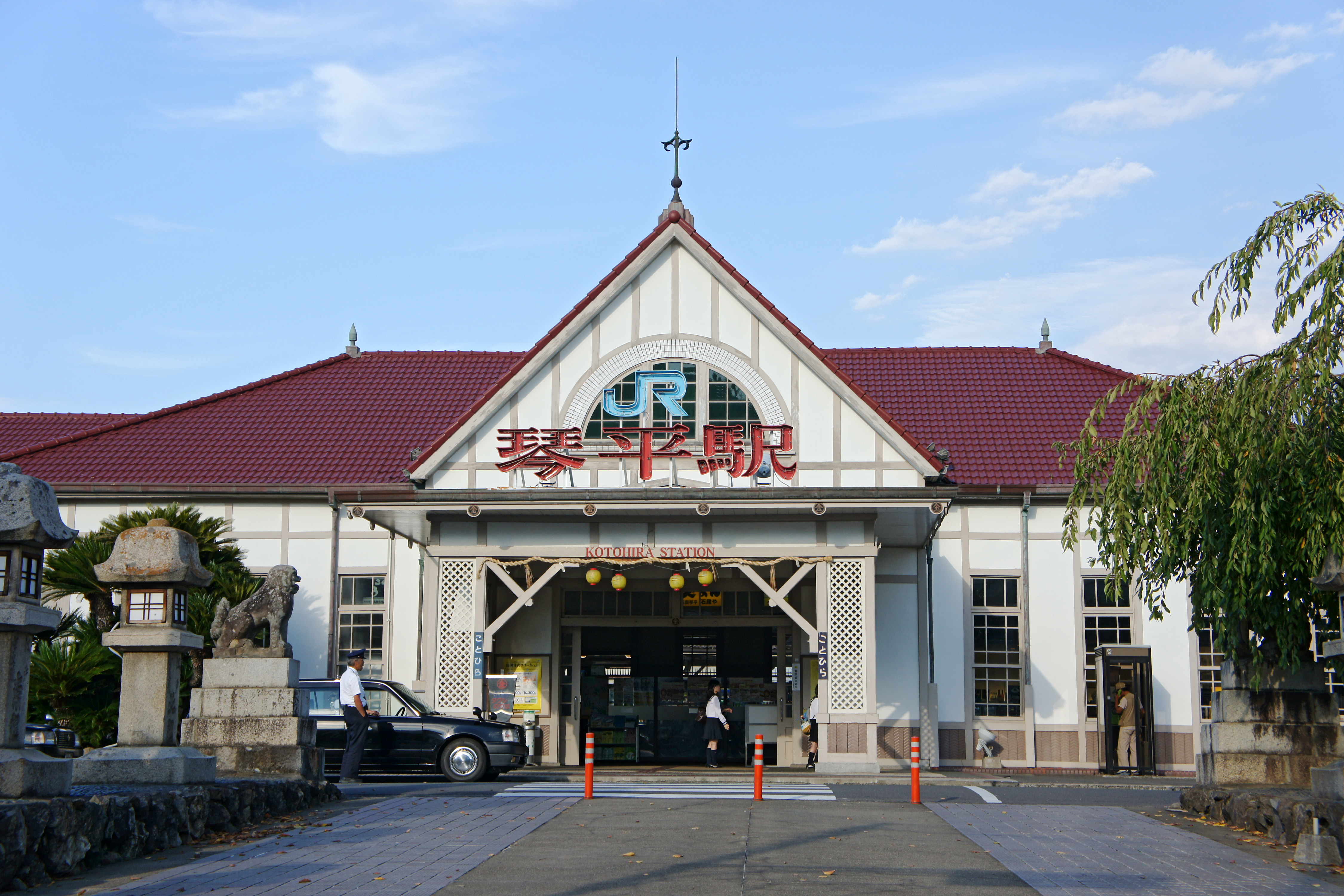
リニューアル前の駅舎（2010年9月）

- 1889年（明治22年）5月23日：讃岐鉄道の駅として開業[2]。
- 1904年（明治37年）12月1日：讃岐鉄道が山陽鉄道に買収され、同社の駅となる。
- 1906年（明治39年）12月1日：山陽鉄道が国有化され、官設鉄道（後に国鉄）の駅となる[3]。
- 1922年（大正11年）11月：阿波池田方面への延伸のため現在地に移転。これにより所在地が榎井村となり、琴平町でなくなった。旧駅跡は、琴平参宮電鉄の琴平駅（のち琴参琴平駅、現在は温泉旅館のことひら温泉琴参閣）となった。
- 1936年（昭和11年）：現駅舎竣工。
- 1955年（昭和30年）4月1日：（旧）琴平町と榎井村が合併して（新）琴平町が発足し、所在地が琴平町となる。
- 1970年（昭和45年）10月1日：貨物の取り扱いを廃止[3]。
- 1985年（昭和60年）3月14日：荷物扱い廃止[3]。
- 1987年（昭和62年）4月1日：国鉄分割民営化に伴い、四国旅客鉄道（JR四国）の駅となる[3]。
- 1989年（平成元年）7月25日：四国鉄道百周年にちなみ駅舎内に鉄道資料館が開設される[4]（その後閉鎖。展示物は一部が四国鉄道文化館に移管された）。
- 2009年（平成21年）2月：駅舎が経済産業省の「近代化産業遺産」に認定される[2]。
- 2014年（平成26年）9月 - 11月：瀬戸内海国立公園指定80周年を記念し、金・土曜・休前日に東京駅を発車するサンライズ瀬戸号を下りのみ当駅まで延長運転。2015年以降も継続。
- 2016年（平成28年）12月1日：耐震改修工事が終了し、仮駅舎から本駅舎へ移転する[5][6]。
- 2017年（平成29年）
  - 3月17日：駅舎改修工事が終了する[7]。1922年の当時の駅舎外観を復元するとともに、観光列車四国まんなか千年ものがたり専用の待合室を設置した[8][9]。
  - 4月27日：接近メロディに「こんぴら船々」を採用[10]。
- 2020年（令和2年）3月14日：ICカード「ICOCA」の利用が可能となる[11][12]。ICカード専用簡易改札機で対応。
- 2021年（令和3年）12月31日：みどりの券売機プラスの利用を開始[13]。みどりの窓口が営業を終了[13]。

## 駅構造
2面4線のホームと木造駅舎を持つ地上駅。基本的には単式・島式2面3線（2番線が単式、3・4番線が島式）だが、のちに駅入換要員の無配置化により、駅舎側の単式ホームに切り込みを入れたところを1番線とし、列車が1本発着できるようにした。
みどりの券売機プラス設置駅。早朝・夜間は無人となる（ただし、イベント開催時は終電まで有人となることがある）。駅舎内にはコンビニエンスストアがある（早朝・夜間を除く）。トイレは駅構内にはないが、駅舎の南側に公衆トイレが設置されている。
当駅はJR四国のICOCAエリアの南端となっており、これより先では交通系ICカードが利用できない。また、土讃線の電化区間の終端でもあり、架線は香川県道206号原田琴平線と交差する踏切の先で途切れている。
特急列車を含む全定期列車が停車する。土讃線の近距離輸送列車は当駅を境に運行形態が分けられている。これについては土讃線#地域輸送を参照。

### のりば
| のりば | 路線    | 方向 | 行先                     | 備考 |
| ------ | ------- | ---- | ------------------------ | --- |
| 1      | ■土讃線 | 上り | 多度津・高松・岡山方面   | 当駅折返しのみ |
| 2 - 4  | ■土讃線 | 上り | 多度津・高松・岡山方面   | 特急は全て2番のりばから発車 ※「四国まんなか千年ものがたり」運転日に限り、特急「南風」8号・20号は3番のりばから発車 |
| 2 - 4  | ■土讃線 | 下り | 阿波池田・高知・中村方面 | 特急は全て2番のりばから発車 ※「四国まんなか千年ものがたり」運転日に限り、特急「南風」8号・20号は3番のりばから発車 |

付記事項
- 1番のりばが上り折返し線、2番のりばが上り本線、3番のりばが下り本線、4番のりばが上下副本線となっているが、1番のりば以外は両方向の入線・出発に対応している。そのため、特急などで高松・岡山・多度津と阿波池田・高知方面を結ぶ列車は、原則として両方向とも駅舎に面した2番のりばから発着する。3番のりばで夜間停泊がある。
- 洋風建築の歴史ある駅舎は、2012年、国の登録有形文化財に登録された。

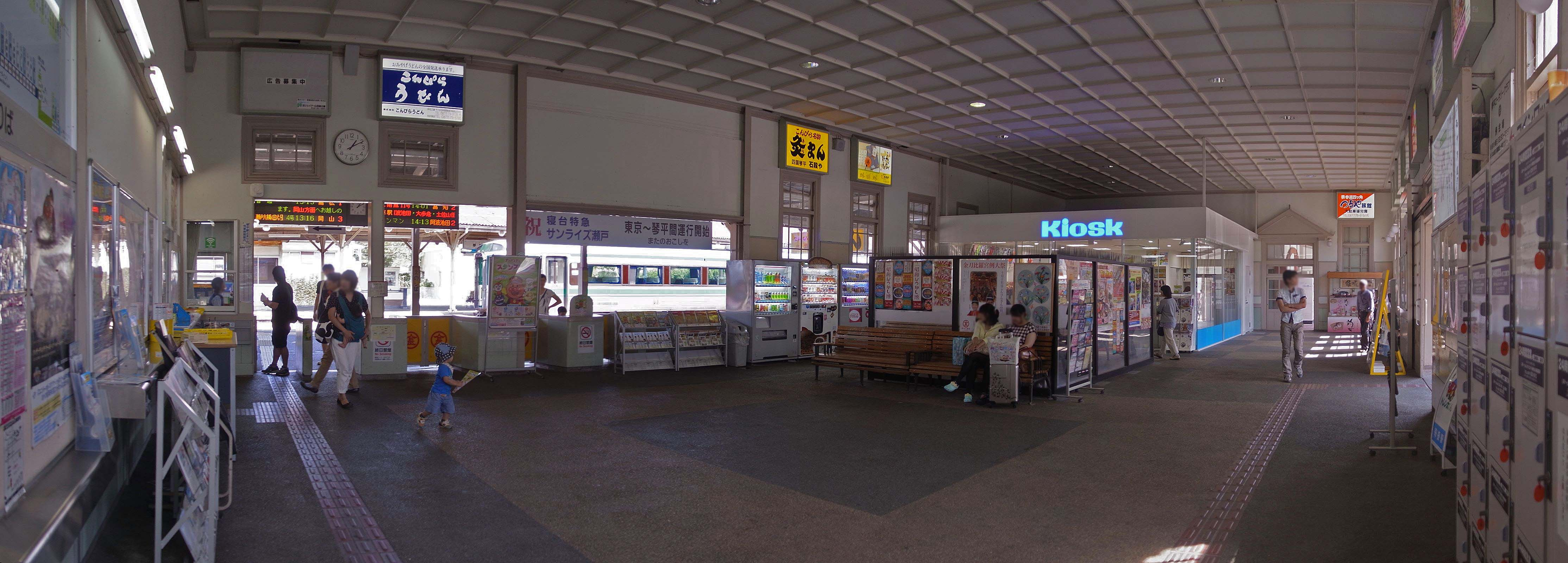
リニューアル前の駅舎内（2014年9月）
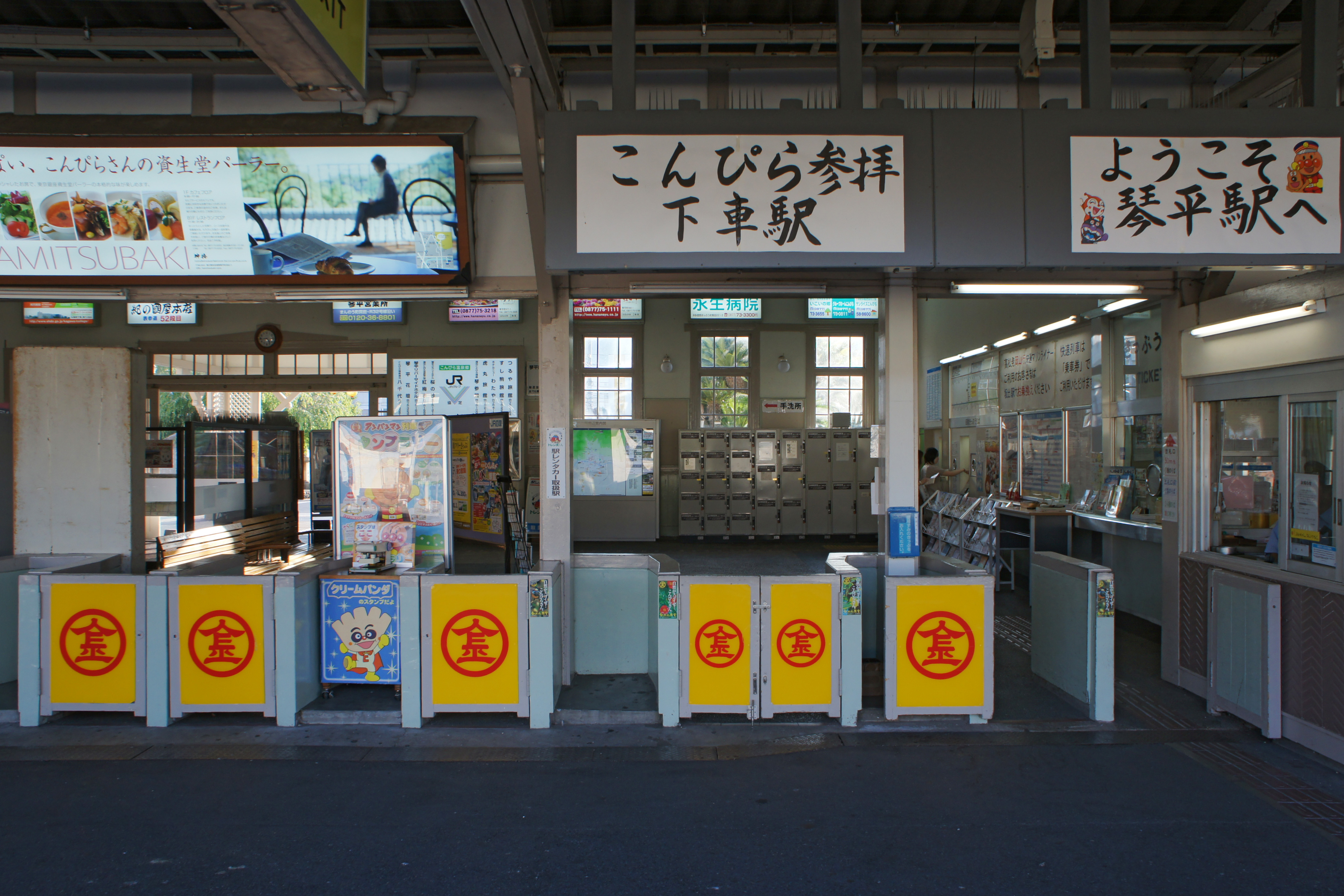
リニューアル前の改札口（2010年9月）
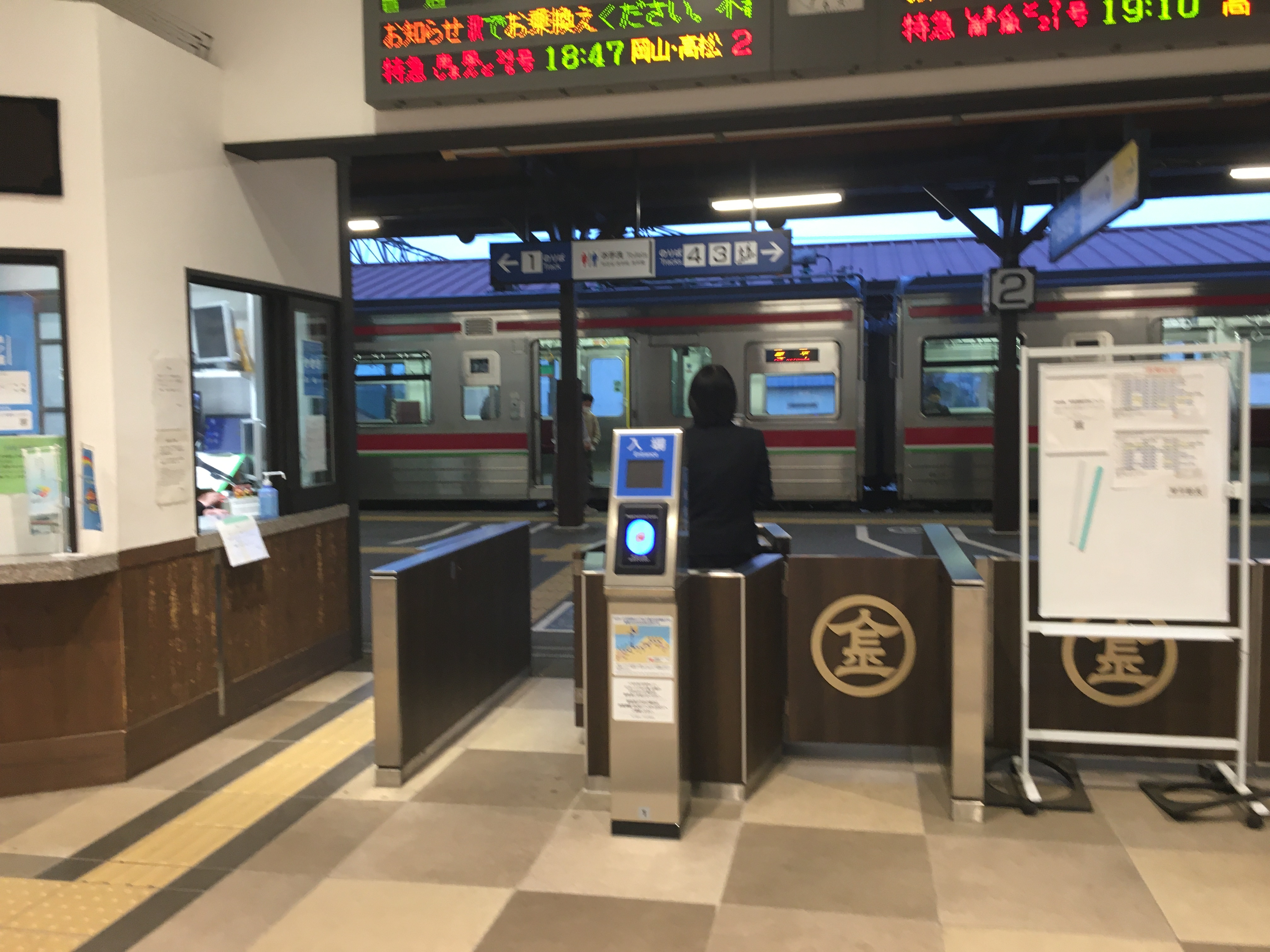
リニューアル後の改札口（2021年3月）
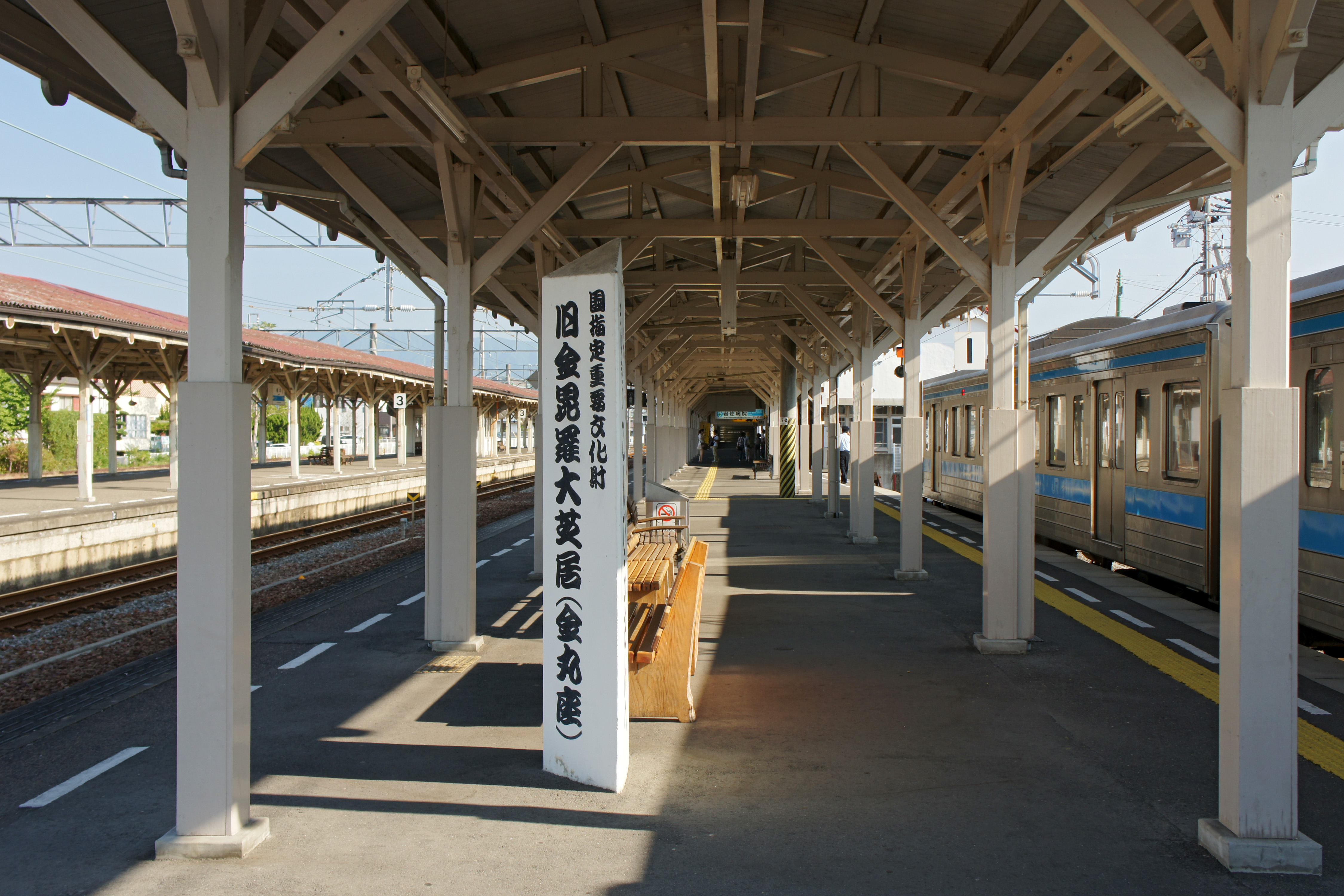
ホーム（2010年9月）

#### 文化財
登録有形文化財
- 本屋
- 陳列所一号
- 旅客上屋一号
- 旅客上屋二号
- 乗換跨線橋

## 利用状況
1日平均の乗車人員は以下の通り。
| 年度   | 1日平均 乗車人数 |
| ------ | ---------------- |
| 2006年 | 1,222            |
| 2007年 |                  |
| 2008年 | 1,268            |
| 2009年 | 1,142            |
| 2010年 | 1,143            |
| 2011年 | 1,099            |
| 2012年 | 1,105            |
| 2013年 | 1,137            |
| 2014年 | 1,120            |
| 2015年 | 1,135            |
| 2016年 |                  |
| 2017年 | 1,229            |
| 2018年 | 1,226            |
| 2019年 | 1,151            |

## 駅周辺
- 金刀比羅宮
- 旧金毘羅大芝居（金丸座）
- 琴平町立歴史民俗資料館
- 琴電琴平駅 - 高松琴平電気鉄道琴平線
- 琴平郵便局 - 琴平急行電鉄琴急琴平駅跡地
- ことひら温泉琴参閣 - 琴平参宮電鉄琴参琴平駅跡地
- 香川県立琴平高等学校
- 香川県道207号琴平停車場琴平公園線
- 香川県道208号大麻琴平買田線
- 琴平町役場
- 琴平町立琴平小学校
- 百十四銀行琴平支店（・同財田出張所・満濃支店）
- 高松信用金庫琴平支店

駅前のタクシー会社の建物にはかつてFMこんぴらが入っていた。

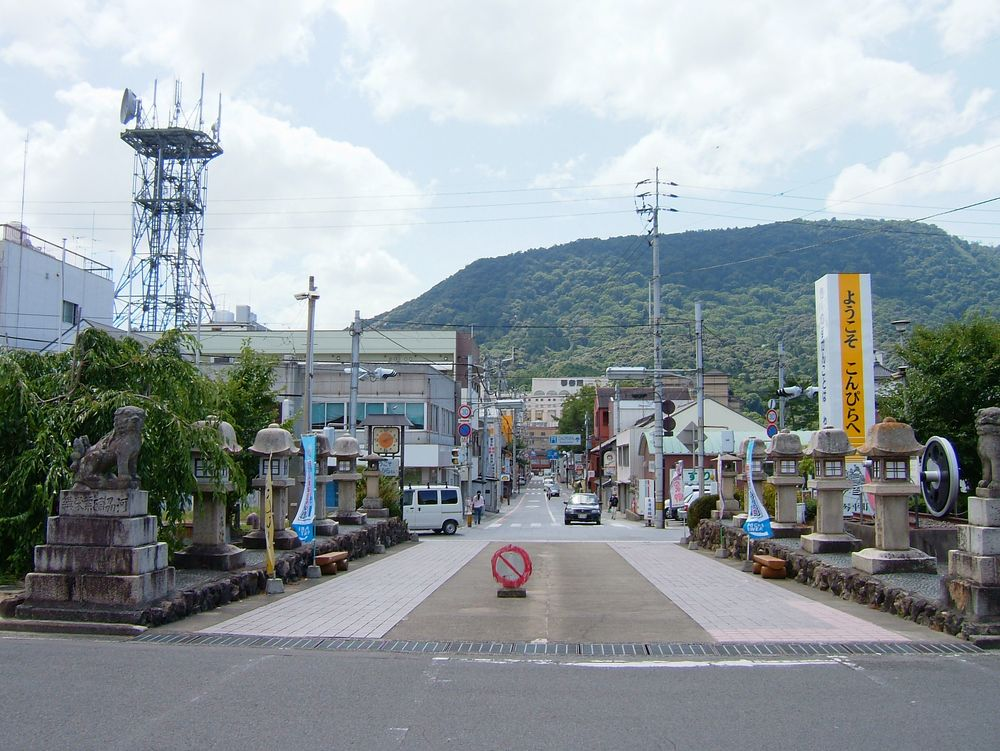
駅前（2006年8月）
夜間のプロジェクションマッピング（2018年10月）

### バス路線
- 琴参バス（美合線の2往復以外は全便土休日運休）
  - 琴平線：丸亀駅
  - 美合線：川奥 / 下福家
  - 炭所線：広袖
  - 琴平案内所
- 三豊市コミュニティバス（全便休日運休）
  - 山本線：三豊総合病院

## 隣の駅
四国旅客鉄道（JR四国）
■土讃線
- 特急「南風」「しまんと」「四国まんなか千年ものがたり」停車駅
- 寝台特急「サンライズ瀬戸」（臨時）発着駅

■快速「サンポート」（予讃線坂出駅まで各駅に停車）
善通寺駅 (D14) - 琴平駅 (D15)
■普通
善通寺駅 (D14) - 琴平駅 (D15) - 塩入駅 (D16)